# İsmayıllı járás
Az İsmayıllı járás (azeri nyelven: İsmayıllı rayonu) Azerbajdzsán egyik járása. Székhelye İsmayıllı.

Az İsmayıllı járás elhelyezkedése Azerbajdzsánban

## Népesség
- 1939-ben 52 445 lakosa volt, melyből 30 234 azeri (57,6%), 7250 tat, 6683 örmény, 4460 orosz, 3149 lezg, 300 zsidó, 157 ukrán, 46 német, 37 talis, 9 grúz, 4 avar, 4 kurd, .
- 1959-ben 40 679 lakosa volt, melyből 28 889 azeri (71%), 4038 örmény, 4017 orosz, 3255 lezg, 46 zsidó, 6 grúz.
- 1970-ben 51 596 lakosa volt, melyből 39 171 azeri (75,9%), 4883 lezg (9,5%), 3826 orosz és ukrán, 3308 örmény, 232 zsidó, 40 tat, 25 tatár, 13 grúz, 4 avar, 1 kurd.
- 1979-ben 55 249 lakosa volt, melyből 43 627 azeri (79%), 5788 lezg (10,5%), 3213 orosz és ukrán, 2 377 örmény, 155 zsidó, 8 avar, 8 tatár, 7 grúz, 2 udin.
- 1999-ben 72 144 lakosa volt, melyből 61 190 azeri (84,8%), 7722 lezg (10,2%), 2514 orosz, 382 kurd, 244 török, 25 ukrán, 22 tatár, 15 zsidó, 5 örmény.
- 2009-ben 79 330 lakosa volt, melyből 68 448 azeri, 8076 lezg, 2024 orosz, 498 kurd, 194 török, 9 ukrán, 7 tatár, 7 zsidó.